# Popis gimnastičkih dvorana u Hrvatskoj
(popis nepotpun)
Popis sadrži samo specijalističke gimnastičke dvorane.
Napomena: Neovisno o tome sadrži li naziv dvorane / centra / kompleksa, službeno u sebi pridjev "športski" ili "sportski", radi lakšeg snalaženja i preglednosti koristi se samo "športski".
Kazalo
* ako je dvorana dio kompleksa koji ima više dvorana i/ili drugih objekata, onda samo ukupna površina gimnastičkih dvorana; u susjednom stupcu je broj gimnastičkih dvorana u kompleksu
** ako se radi o športskom centru ili kompleksu, onda godina otvorenja gimnastičke dvorane (ne kompleksa)
(+m) - kapacitet s fiksnim i montažnim tribinama zajedno, inače samo kapacitet fiksnih tribina
██ dvorane za natjecanja; sve ostale su trenažne dvorane, iako se u nekima mogu održavati manja natjecanja
ŠC - športski centar, ŠRC - športsko-rekreacijski centar, ŠGC - športsko-gimnastički centar
naziv objekta - zatvorena dvorana
| Lokacija                                 | Naziv dvorane        | Površina [m2] * | Površina [m2] * | Visina stropa [m] | Grane | Grane | Grane | Grane | Grane | Kapacitet tribina | Otvorena** | Zatvorena | Bilješke | Ref                                       |
| Lokacija                                 | Naziv dvorane        | Površina [m2] * | Površina [m2] * | Visina stropa [m] | Šg    | Rg    | Trp   | Tmb   | Ša    | Kapacitet tribina | Otvorena** | Zatvorena | Bilješke | Ref                                       |
| ---------------------------------------- | -------------------- | --------------- | --------------- | ----------------- | ----- | ----- | ----- | ----- | ----- | ----------------- | ---------- | --------- | --- | ----------------------------------------- |
| Čakovec, ?                               | Macanov dom          |                 | 1               |                   | ✔     | ✘     | ✘     | ✘     | ✘     |                   |            | ne        | Otvoren kao Sokolski dom 1938. godine. Zgrada danas nosi naziv Macanov dom po sportskom djelatniku i entuzijastu Marijanu Zadravcu - Macanu. | [ 1 ]                                     |
| Nedelišće                                | ŠGC ATON             | 1000            |                 |                   | ✔     | ✘     | ✔     | ✘     | ✘     |                   |            | ne        | | [ 2 ]                                     |
| Osijek, ?                                | Sokol centar         | 1000            |                 | 9                 | ✔     | ✘     | ✘     | ✘     | ✘     |                   | 2018.      | ne        | Nalazi se na mjestu starog Sokolskog doma. Kompleks je obnovljeni i prošireni Sokolski dom. Najzaslužniji za izgradnju dvorane je poduzetnik Marko Pipunić, koji je većinski financirao projekt. Njegova tvrtka Žito sponzor je između ostalog Gimnastičkog društva Osijek. GD Osijek-Žito je glavni korisnik dvorane. | [ 3 ] [ 4 ] [ 5 ]                         |
| Osijek, ?                                | Sokolski dom         | 300             | 1               |                   | ✔     | ✘     | ✘     | ✘     | ✘     |                   | 1929.      | 2016. ??  | Zamijenio ju je Sokolski centar. | [ 6 ] [ 3 ]                               |
| Rijeka, Belveder                         | ŠRC Belveder         |                 |                 |                   | ✔     | ✘     | ✘     | ✘     | ✘     |                   |            | ne        | |                                           |
| Rijeka, Viškovo                          | Jumpzone X           | 1200            |                 |                   | ✘     | ✘     | ✔     | ?     | ✘     |                   | 2023.      | ne        | | [ 7 ] [ 8 ]                               |
| Split, ?                                 |                      |                 |                 |                   | ✔     | ✘     | ✘     | ✘     | ✘     |                   |            | ne        | |                                           |
| Zadar, Višnjik                           | ŠC Višnjik           |                 |                 |                   | ✔     | ✘     | ✘     | ✘     | ✘     |                   | 2017.      | ne        | Prva specijalizirana dvorana za gimnastički sport u Zadru. | [ 9 ] [ 10 ]                              |
| Zagreb, Lučko                            | ŠC Lučko             | 1200            |                 | 12                | ✔     | ✔     | ✘     | ✘     | ✘     | 120 (+m) 420      | 2019.      | ne        | Osim gimnastičkih sprava ima i tepih za ritmičko-sportsku gimnastiku. Ne mogu se održavati samo europska i svjetska prvenstva te svjetski kupovi. Izgradnju je financirao Petar Plahutar. | [ 11 ] [ 12 ]                             |
| Zagreb, ?                                | Dom Hrvatskog sokola | 780             | 1               |                   | ✔     | ✘     | ✘     | ✘     | ✘     |                   | 1883.      | ne        | Otvorio Franjo Bučar. |                                           |
| Zagreb, Jankomir (Family Mall)           | Amazinga West        |                 |                 |                   | ✘     | ✘     | ✔     | ?     | ✘     |                   | 2021.      | ne        | | [ 13 ] [ 14 ]                             |
| Zagreb, Zagrebački velesajam paviljon 36 | Amazinga             | 1800            | 1               |                   | ✘     | ✘     | ✔     | ?     | ✘     |                   | 2020.      | ne        | Prvi trampolin park u Hrvatskoj. | [ 15 ] [ 16 ] [ 17 ] [ 18 ] [ 19 ] [ 20 ] |

## Vanjske poveznice
- popis trampolin parkova